# Der Mann mit den Messern
Der Mann mit den Messern ist eine Kurzgeschichte von Heinrich Böll, die im April 1948 in der Zeitschrift Karussell (Kassel) erschien.

## Inhalt
Der Ich-Erzähler, ein Oberleutnant der Wehrmacht, schlägt sich nach dem Krieg als Gelegenheitsarbeiter durch. Eines Abends sucht er seinen ehemaligen Kameraden auf, den Unteroffizier Jupp.
Jupps Eltern kamen bei einem Fliegerangriff um. Die Erbschaft wurde Jupp, nachdem er aus der Gefangenschaft freigekommen war, von einer alten Dame in einem Köfferchen übergeben. Mit dreizehn Messern, die er in dem Köfferchen fand, tritt Jupp nun im Varieté „Sieben Mühlen“ als Messerwerfer auf.
Die Nummer ist nicht zugkräftig. Es fehlt die attraktive Frau, an der Jupp jeden Abend knapp vorbeiwerfen kann. Jupp findet die Lösung: Der Oberleutnant muss die fehlende Bühnenpartnerin ersetzen.
Das Debüt der zwei Kameraden in „Sieben Mühlen“ wird ein Erfolg, und die Gage Jupps wird auf der Stelle erhöht. Der Oberleutnant begreift, er hat einen neuen Beruf und einen neuen Vorgesetzten – den Mann, der mit Messern auf ihn wirft.

## Rezeption
Marcel Reich-Ranicki rechnete die Kurzgeschichte 2008 zu den literarisch bedeutenderen Werken des Nobelpreisträgers Böll und stellte sie in eine Reihe mit der Kurzgeschichte Wanderer, kommst du nach Spa… und der Satire Doktor Murkes gesammeltes Schweigen. Allgemein zeigten Bölls Geschichten aus dem Zweiten Weltkrieg „nicht, wie die Menschen den Krieg machen, sondern was der Krieg aus den Menschen macht.“ Auch wenn sie weniger gelesen werden, werde man sich weiter an sie erinnern.